# Pittasoma michleri
El tororoí capinegro (Pittasoma michleri), también conocido como chululú de corona negra, tororoi pechiescamado (en Colombia) o tororoi pechiescamoso (en Costa Rica), es una especie de ave paseriforme, una de las dos pertenecientes al género Pittasoma en la familia Conopophagidae, anteriormente incluida en Formicariidae. Es nativa del sureste de América Central y el extremo noroeste de Colombia.

## Distribución y hábitat
Se distribuye desde la costa caribeña de Costa Rica, por Panamá, hasta el noroeste de Chocó (Colombia).
Es poco común en el suelo o cerca, en selvas húmedas hasta los 1000 m s. n. m. de altitud.

## Sistemática

### Descripción original
La especie P. michleri fue descrita por primera vez por el ornitólogo estadounidense John Cassin en 1860 bajo el mismo nombre científico; localidad tipo «Río Truandó, Colombia».

### Taxonomía
El género estaba anteriormente incluido en Formicariidae, pero los análisis genético moleculares de Rice, (2005a,b), encontraron que el género estaba hermanado con Conopophaga. La nueva clasificación se ha sustentado también en la morfología y el análisis de las vocalizaciones. Los análisis genético moleculares posteriores de Batalha-Filho et al. (2014) confirmaron la relación de hermanos entre Conopophaga y Pittasoma, y también la monofilia de cada género.

### Subespecies
Según la clasificación del Congreso Ornitológico Internacional (IOC) (Versión 6.3, 2016) y Clements Checklist v.2015, se reconocen 2 subespecies, con su correspondiente distribución geográfica:
- P. michleri zeledoni Ridgway, 1884– vertiente caribeña de Costa Rica y Panamá;
- P. michleri michleri Cassin, 1860– costa del Pacífico de Panamá (Veraguas) y el extremo noroeste del Chocó (Colombia).